# Айно Бах
Айно Бах (ест. Aino Bach; 14 грудня 1901 — 6 серпня 1980) — естонська художниця-живописець, гравер, графік. Народна художниця Естонської РСР.

## Життєпис
Народилася 14 грудня 1901 року у селищі Коеру Вейсенштейнського повіту Естляндської губернії Російської імперії. Батько, Густав Бах, був серкетарем волосної управи Коеру. У родині було троє синів і дві дочки. Айно була наймолодшою.
Взимку 1906 року родині довелося залишити Коеру під тиском імперської влади. Після одного року в Таллінні — у 1907 році Бахи переїхали до Нарви, де залишалися до 1915 року.
Один із братів Айно — малював, сестра — вчилася в Петербурзькій консерваторії, мати — грала на музичних інструментах. У гості до Бахів часто приходили художники Олександр Промет і Август Янсен. Мати й сестра Айно — позували Янсену як натурниці для його картин.
Після початку Першої світової війни Бахи виїхали до Омська, де Айно вступила до середньої школи. У 1921 році — родина повернулася до Естонії. Батько працював у Пайде бухгалтером міської управи.
Із кінця 1923 року — навчалася живопису у Вищій художній школі «Паллас» в Тарту. Спочатку — під керівництвом Ніколая Трійка, а згодом — вивчала мистецтво гравюри в графічній студії Адо Ваббе. Важкі матеріальні умови змушували часто переривати навчання — через брак коштів Айно довелося постійно підпрацьовувати: вона шила, давала приватні уроки, конструювала вікна, була навіть економкою. Художню школу закінчила у 1935 році, отримала диплом графічного дизайнера.
Під час навчання познайомилася з художниками Андрусом Йогані, Ніколаєм Кумміцею та Каарелом Ліймандом. У 1937 році — вийшла заміж за Лійманда. Того ж року подружжя подорожувало Європою: побувало у Берліні, Дрездені, Мюнхені і Парижі.
Із 1940 по 1941 рік — викладала в Вищій художній школі «Паллас», яку перейменували у Національну академію мистецтв.
Із 1941 по 1944 рік — жила в евакуації в Ярославлі, де брала участь у діяльності колективу естонських художників. Була однією з ініціаторів створення Спілки художників Ярославля, однією із засновників Спілки художників Естонії. Керувала цією Спілкою. Чоловік під час евакуації — загинув.
Із 1944 року — член КПРС.
Після війни — працювала фрілансеркою у Тарту.
З 1946 року — жила в Таллінні.
У 1961 році отримала звання Народний художник Естонської РСР.
Померла 6 серпня 1980 року у Таллінні. Похована на Лісовому цвинтарі Таллінна.

## Творчість
Одна з перших естонських граверів. Продемонструвала технічну віртуозність, яка допомогла розширити виразні можливості гравіювання інталіо. Виконала ряд робіт способом глибокого друку і монотипії. Також практикувала гравіювання металу, травлення і кольоровий монотип, часто змішуючи кілька прийомів в одній і тій же роботі, зокрема, металеву точку і акватинту.
Авторка портретів, жанрових композицій, ілюстрацій до багатьох творів естонських письменників. Її улюбленими сюжетами були портрети молодих жінок і дітей, а також жіноче оголене тіло. Стиль Бах називають поетичним реалізмом, хоча в 1940-х і 1950-х роках їй довелось піти на певні поступки більш академічному соціалістичному реалізму.
Брала участь у виставках в Ризі і Каунасі (1937), Римі, Будапешті і Антверпені (1939).

## Вибрані роботи
- «Автопортрет» (вугілля, 1929)
- «Рука» (суха голка, 1929)
- «Натюрморт зі скульптурою» (суха голка, 1929)
- «Модель» (офорт, 1929)
- «Жіночий портрет» (суха голка, 1930)
- «Жінка з гітарою» (офорт, 1931)
- "Куток майстерні в «Палласі» (офорт, 1931)
- «Стара» (офорт, 1932)
- «Молодий циган» (суха голка, 1933)
- «Оголена модель» (суха голка, 1933)
- «Натюрморт» (офорт, 1934)
- «Голова старого» (офорт, 1935)
- «Робітник» (офорт, 1935)
- «Портрет дівчини» (суха голка, 1935)
- «Жінка з гітарою» (суха голка, акватинта, 1936)
- «Мати з дитиною» (акватинта, 1937)
- «Жінка із дзеркалом» (суха голка, акватинта, 1937)
- «Дівчата» (акватинта, 1937)
- портрет Адо Сяярітса (офорт, 1937)
- «Старий з трубкою» (офорт, 1937)
- «На вікні» (акватинта, 1937)
- «Жінка під парасолькою» (кольорова монотипія, 1937)
- «Дівчина зі склянкою» (кольорова акватинта, 1937)
- «Дівчина з квіткою» (суха голка, акватинта, 1938)
- «Циганка» (олівець, 1938)
- «Циганський хлопчик» (олівець, 1938)
- «Кінь» (акватинта, 1938)
- «Подруги» (кольорова монотипія, 1939)
- «Портрет Хельги Раам» (суха голка, 1940)
- портрет поетеси Керсті Мерілаас (офорт, 1940)
- портрет поетеси Дебори Вааранді (суха голка, 1940)
- портрет письменника Ааду Хінта (офорт, 1940)
- «Жінка з мискою» (кольорова монотипія, 1940)
- «Партизан» (ліногравюра, 1942)
- «Бездомні» (акватинта, 1943)
- портрет генерала Лембіта Перна (суха голка, 1943)
- портрет поетеси Лідії Койдула (суха голка, 1943)
- «Енн Пилдроос» (сангіна, 1943)
- «Медсестра» (сангіна, 1943)
- портрет артиста Прійта Пильдрооса (туш, 1943)
- «Лист» (кольорова монотипія, 1944)
- портрет Адо Сяярітса (графіт, 1945)
- «Автопортрет» (вуголь, 1945)
- портрет співачки Марти Рунгі[et] (сангіна, 1946)
- портрет актриси Терьє Кукк (чорна акварель, 1946)
- портрет художника Еско Леппа[et] (вугілля, 1946)
- «Автопортрет з цигаркою» (кольорова монотипія, 1946)
- портрет скульптора Ферді Саннамееса[et] (пресоване вугілля, 1947)
- «Вулиця в Гурзуфі» (вугілля, 1947)
- портрет Іти Сакс (сангіна, вугілля, 1948)
- портрет партизанки Елі Систраметс (вугілля, 1948)
- портрет письменника Югана Смуула (офорт, акватинта, 1948)
- портрет Вероніки Круус[et] (вугілля, 1948)
- портрет художниці Сійми Шкоп[et] (вугілля, 1949)
- «Дівчина з Кява» (монотипія, 1950)
- «Дівчина у профілі» (суха голка, 1951)
- «Дівчина з шарфиком» (офорт, 1952)
- «За роялем» (монотипія, 1952)
- портрет художника Отто Кангіласкі[et] (монотипія, 1952)
- портрет Терьє Круус (монотипія, 1952)
- «Дівчина у національному костюмі» (суха голка, 1954)
- «Спляча дитина» (суха голка, 1955)
- «Маленька Марі» (суха голка, 1957)
- портрет поетеси Дебори Вааранді (суха голка, 1957)
- портрет Ему Сіваді (вугілля, 1958)
- «Дівчина в синьому капелюсі» (кольорова монотипія, 1959)

## Нагороди
- Республіканська премія (1947)
- 3 ордена і медаль